# Наріжний Петро Іванович
Петро Наріжний (12 липня 1877, с. Діївка Катеринославського повіту, нині в складі Дніпра — 11 червня 1969, там же; похований на Діївському цвинтарі) — член ради і скарбник, голова Діївської філії Катеринославської «Просвіти» (Діївка — село під Катеринославом, нині в складі Дніпра).

## Життєпис

Петро Наріжний з дітьми. Фото 1920-х рр.

Саме в будинку Наріжного 3 березня 1913 року відбулося свято відкриття Діївської філії Катеринославської «Просвіти». Наріжний став головою Діївської «Просвіти» 28 вересня 1914 року, змінивши на цій посаді Павла Білицького, мобілізованого до війська у зв'язку з початком Першої світової війни. П. Білицький залишався довічним членом Діївської філії товариства «Просвіта».
У пресі повідомлялося про власний театральний будинок Наріжного, де відбувалися заходи місцевої «Просвіти»:

Діївська «Просвіта» святкує Шевченкові роковини концертом 15 квітня в театральному будинкові д. Наріжнього. Концерт складатиметься з реферата, декламації і хорових співів. В антрактах гратиме власний оркестр «Просвіти».

(«Дніпрові хвилі». — 1913. — № 8. — С. 129.)

20 травня 1912 року в помешканні Наріжного по Головній вулиці місцевими любителями під орудою Трифона Гладченка поставлено п'єсу «Розумний і дурень».

(«Дніпрові хвилі». — 1912. — № 10. — С. 158.)
Наріжний працював на заводі Гантке (нині К. Лібкнехта) на лівобережжі Дніпра, чималу відстань до якого долав щодня пішки. У родині було фото, де Наріжний у числі інших робітників сфотографований з директором заводу.

Наталка Білецька (ліворуч) і Параска Наріжна, перша дружина П. Наріжного.

Петро Наріжний із донькою (в центрі) і дружиною Василиною, 1952 р.

У першому шлюбі з дружиною Параскою Наріжний мав семеро дітей — п'ять синів і двох доньок. Збереглося фото, на якому Параска Наріжна (1878—1919) сфотографована в українському народному вбранні разом із Наталкою Тарасівною Білецькою (до шлюбу Михлик) — дружиною просвітянина Андрія Білецького. Параска загинула в 1919 році, ймовірно, від рук денікінців (напевне, через самостійницьку діяльність чоловіка). Оскільки тема ця в родині довгий час була під забороною і сучасників подій уже немає в живих, деталі заплутані.
Вдруге Наріжний одружився з Василиною (1888—1965) і вже в 1922 році у них народилася перша спільна дитина. Загалом у цьому шлюбі Наріжний мав трьох дітей. Син Василь убитий в перші дні Німецько-радянської війни. Діти працювали на заводах Придніпров'я, син Данило очолював відділ технічного контролю одного із заводів Свердловської області.

Петро Наріжний, квітень 1966 рік

Наріжний прожив 92 роки.

## Вшанування пам'яті
У місті Дніпро вулицю Таганську перейменували на вулицю Петра Наріжного.